# Claude Cheysson
Claude Cheysson (París, França, 1920 - 15 d'octubre de 2012) va ser un polític francès que fou ministre al seu país i membre de la Comissió Europea entre 1973 i 1989.

## Biografia
Va néixer el 13 d'abril de 1920 a la ciutat de París. Va estudiar inicialment a l'École polytechnique i a l'Escola Nacional d'Administració, en la qual es graduà el 1948.

## Activitat política
Membre del Partit Socialista, el 1948 fou nomenat membre del Ministeri d'Afers Exteriors de França, i esdevingué cap de servei d'enllaç amb les autoritats d'Alemanya Occidental l'any següent. El 1952 fou nomenat conseller del president de la Indoxina francesa, i el 1954 cap del gabinet del Primer Ministre de França Pierre Mendès-France, càrrec que ocupà fins al 1955. Entre 1957 i 1962 fou Secretari General de la Comissió per a la Cooperació Tècnica a Àfrica, entre 1962 i 1965 director de l'Organisme Saharien, i el 1966 ambaixador a Indonèsia, càrrec que va mantenir fins al 1969.
El 1973 fou nomenat Comissari Europeu en representació del seu país en la Comissió Ortoli, sent nomenat Comissari Europeu de Desenvolupament, càrrec que va mantenir en les Comissiosn Jenkins i Thorn. El maig de 1981, quatre mesos després d'haver iniciat el seu mandat en la Comissió Thorn, abandonà el seu càrrec europeu, sent substituït per Edgard Pisani, per formar part del govern de Pierre Mauroy com a Ministre d'Afers Exteriors, càrrec que desenvolupà fins al desembre de 1984, ja sota el govern de Laurent Fabius.
El gener de 1985 fou nomenat Comissari Europeu de Relacions Exteriors, fent especial atenció a la Política mediterrània i les relacions Nord-Sud en la Comissió Delors I, càrrec que va mantenir fins al 1989. En les eleccions europees de 1989 fou escollit eurodiputat al Parlament Europeu, escó que va mantenir fins al 1995.